# Torre di Legno
La Torre di legno o meglio Torre del legno è una delle tre torri superstiti della muratura di fortificazione di Magonza.